# Katsuragi, Wakayama
Katsuragi (かつらぎ町 Katsuragi-chō) là thị trấn thuộc huyện Ito, tỉnh Wakayama, Nhật Bản. Tính đến ngày 1 tháng 10 năm 2020, dân số ước tính thị trấn là 15.967 người và mật độ dân số là 110 người/km2. Tổng diện tích thị trấn là 151,69 km2.

## Địa lý

### Đô thị lân cận
- Tỉnh Wakayama
  - Hashimoto
  - Kinokawa
  - Kudoyama
  - Kōya
  - Kimino
  - Aridagawa
- Ōsaka
  - Kawachinagano
  - Izumi
  - Kishiwada
- Tỉnh Nara
  - Nosegawa

### Khí hậu
| Dữ liệu khí hậu của Katsuragi, Wakayama  | Dữ liệu khí hậu của Katsuragi, Wakayama | Dữ liệu khí hậu của Katsuragi, Wakayama | Dữ liệu khí hậu của Katsuragi, Wakayama | Dữ liệu khí hậu của Katsuragi, Wakayama | Dữ liệu khí hậu của Katsuragi, Wakayama | Dữ liệu khí hậu của Katsuragi, Wakayama | Dữ liệu khí hậu của Katsuragi, Wakayama | Dữ liệu khí hậu của Katsuragi, Wakayama | Dữ liệu khí hậu của Katsuragi, Wakayama | Dữ liệu khí hậu của Katsuragi, Wakayama | Dữ liệu khí hậu của Katsuragi, Wakayama | Dữ liệu khí hậu của Katsuragi, Wakayama | Dữ liệu khí hậu của Katsuragi, Wakayama |
| Tháng                                    | 1                                       | 2                                       | 3                                       | 4                                       | 5                                       | 6                                       | 7                                       | 8                                       | 9                                       | 10                                      | 11                                      | 12                                      | Năm                                     |
| ---------------------------------------- | --------------------------------------- | --------------------------------------- | --------------------------------------- | --------------------------------------- | --------------------------------------- | --------------------------------------- | --------------------------------------- | --------------------------------------- | --------------------------------------- | --------------------------------------- | --------------------------------------- | --------------------------------------- | --------------------------------------- |
| Cao kỉ lục °C (°F)                       | 18.6 (65.5)                             | 22.0 (71.6)                             | 24.8 (76.6)                             | 30.1 (86.2)                             | 32.7 (90.9)                             | 35.8 (96.4)                             | 38.2 (100.8)                            | 40.6 (105.1)                            | 37.9 (100.2)                            | 32.4 (90.3)                             | 27.5 (81.5)                             | 25.7 (78.3)                             | 40.6 (105.1)                            |
| Trung bình ngày tối đa °C (°F)           | 8.8 (47.8)                              | 10.0 (50.0)                             | 14.0 (57.2)                             | 19.8 (67.6)                             | 24.6 (76.3)                             | 27.3 (81.1)                             | 31.2 (88.2)                             | 33.0 (91.4)                             | 28.5 (83.3)                             | 22.5 (72.5)                             | 16.7 (62.1)                             | 11.2 (52.2)                             | 20.6 (69.1)                             |
| Trung bình ngày °C (°F)                  | 3.8 (38.8)                              | 4.5 (40.1)                              | 7.9 (46.2)                              | 13.2 (55.8)                             | 17.9 (64.2)                             | 21.6 (70.9)                             | 25.5 (77.9)                             | 26.5 (79.7)                             | 22.6 (72.7)                             | 16.6 (61.9)                             | 11.0 (51.8)                             | 6.0 (42.8)                              | 14.8 (58.6)                             |
| Tối thiểu trung bình ngày °C (°F)        | −0.3 (31.5)                             | −0.2 (31.6)                             | 2.4 (36.3)                              | 7.1 (44.8)                              | 12.1 (53.8)                             | 17.1 (62.8)                             | 21.4 (70.5)                             | 21.9 (71.4)                             | 18.2 (64.8)                             | 12.1 (53.8)                             | 6.3 (43.3)                              | 1.8 (35.2)                              | 10.0 (50.0)                             |
| Thấp kỉ lục °C (°F)                      | −5.9 (21.4)                             | −6.3 (20.7)                             | −4.1 (24.6)                             | −2.0 (28.4)                             | 2.3 (36.1)                              | 7.8 (46.0)                              | 14.2 (57.6)                             | 14.6 (58.3)                             | 8.1 (46.6)                              | 2.0 (35.6)                              | −1.3 (29.7)                             | −4.7 (23.5)                             | −6.3 (20.7)                             |
| Lượng Giáng thủy trung bình mm (inches)  | 59.9 (2.36)                             | 72.2 (2.84)                             | 111.0 (4.37)                            | 105.9 (4.17)                            | 146.5 (5.77)                            | 196.2 (7.72)                            | 184.6 (7.27)                            | 123.2 (4.85)                            | 166.2 (6.54)                            | 149.8 (5.90)                            | 86.5 (3.41)                             | 62.1 (2.44)                             | 1.464 (57.64)                           |
| Số ngày giáng thủy trung bình (≥ 1.0 mm) | 8.2                                     | 8.6                                     | 10.9                                    | 10.1                                    | 9.9                                     | 12.3                                    | 10.9                                    | 7.9                                     | 10.5                                    | 9.9                                     | 7.8                                     | 8.5                                     | 115.5                                   |
| Số giờ nắng trung bình tháng             | 104.5                                   | 119.7                                   | 159.9                                   | 188.7                                   | 200.3                                   | 144.7                                   | 180.4                                   | 221.5                                   | 155.7                                   | 151.3                                   | 135.5                                   | 112.0                                   | 1.874,1                                 |
| Nguồn: Cục Khí tượng Nhật Bản            |                                         |                                         |                                         |                                         |                                         |                                         |                                         |                                         |                                         |                                         |                                         |                                         |                                         |